# フェミ・オグノデ
フェミ・セウン・オグノデ（Femi Seun Ogunode、1991年5月15日 - ）は、ナイジェリア出身でカタール国籍の陸上競技選手。専門は短距離走。100mで9秒91、200mで19秒97、室内60mで6秒51の自己ベストを持つ。世界大会の実績は、2011年大邱世界選手権の男子400mと2015年北京世界選手権の男子200mでファイナリスト、2014年ソポト世界室内選手権の男子60mで銅メダリストになっている。

## 経歴
1991年5月15日にナイジェリアのオンド州アココ（Akoko）地域に生まれた。2006年に陸上競技を始めたが、それ以前はボクシングとサッカーに取り組んでいた。ボクシングではタイプライター（The Typewriter）のニックネームを持ち、州レベルの選手権に出場。サッカーではペプシフットボールアカデミー（Pepsi Football Academy）とニュークリアスアカデミー（Nucleus Academy）でプレーし、ストライカーとミッドフィルダーを務めていた。

### 2006年 - 2009年
2006年にオバフェミ・アウォロウォU18選手権（Obafemi Awolowo U18 Championship）の男子100mと男子200mで優勝。翌年の2007年にはアフリカ競技大会の代表資格を得たが、ナイジェリア陸上競技連盟から何の説明もなく代表から落とされると、2008年の世界ジュニア選手権と北京オリンピックでも同じような仕打ちを受けた。このような経験から、カタールから誘いを受けたオグノデはカタール代表として競技することを決め、2009年10月にカタールに移住した。

### 2010年
11月にアジア大会の男子200mを20秒43（+1.4）、男子400mを45秒12でそれぞれ制して2冠を達成した。同大会の両種目制覇は、1958年東京大会でインドのミルカ・シンが達成して以来、史上2人目。

### 2011年
7月に世界軍人体育大会の男子100mと男子200mをそれぞれ大会記録の10秒07と20秒46で制すると、アジア選手権では男子200mを大会タイ記録で制した。
8-9月の大邱世界選手権に出場。男子400mの予選を45秒42で突破すると、準決勝も45秒41をマークして組4着に入り、タイムで拾われて決勝に進出した。この種目におけるアジア勢のファイナリストは、1991年東京大会で7位に入った日本の高野進、2001年エドモントン大会で5位に入ったサウジアラビアのハムダン・アル＝ビシ以来10年ぶり史上3人目だったが、決勝は45秒55の8位に終わった。男子200mは準決勝まで進出するも20秒58（-1.0）の組3着（全体9位）に終わり、着順で決勝に進出できる2着までに入れず、タイムで拾われる全体8位の選手とは0秒02の差で決勝進出を逃した。
12月にパンアラブ大会の男子100mと男子200mで優勝するも、ドーピング違反で2年間の資格停止処分を受けた。

### 2014年
ドーピングによる資格停止処分が明け、最初の主要国際大会となった2月のアジア室内選手権は、男子60m決勝でサミュエル・フランシス（6秒61）に0秒01差で敗れたものの銀メダルを獲得した。
3月のソポト世界室内選手権男子60mでファイナリストになると、決勝では自己ベスト（6秒51）に迫る6秒52をマーク。リチャード・キルティ（6秒49）、マーヴィン・ブレイシー（6秒51）に次いで3位に入り、3位から5位までが同タイムという接戦を制して銅メダルを獲得した。この種目におけるカタール勢のメダル獲得は、1993年トロント大会で銅メダルを獲得したタラル・マンスール以来、史上2人目の快挙だった。
9月中旬のコンチネンタルカップにアジア太平洋代表として出場すると、男子100mは10秒04（-0.1）の自己ベスト（当時）をマークし、ジェームズ・ダサオル（10秒03）、マイク・ロジャース（10秒04）に次いで3位。男子200mでは一番内側のレーンながらも20秒17（+0.2）をマークし、アロンソ・エドワード（19秒98）、ラシード・ドワイヤー（19秒98）に次いで3位に入った。
9月下旬のアジア大会に出場。男子100m準決勝を10秒02（+0.2）の自己ベストで突破すると、決勝ではアジア勢2人目の9秒台となる9秒93（+0.4）をマーク。2007年にサミュエル・フランシスが樹立した9秒99のアジア記録を塗り替えて金メダルを獲得した。2連覇がかかった男子200mは決勝で20秒14（+0.3）の大会記録を樹立し、2位に0.6秒差をつける圧勝で2大会連続となる短距離2冠を達成した。

### 2015年
6月にアジア選手権に出場。男子100mの準決勝で自身2度目の9秒台となる9秒97（+1.1）をマークすると、決勝では9秒91（+1.8）の（当時）アジア記録を樹立。昨年自身が樹立した9秒93のアジア記録を0秒02塗り替え、この種目で初優勝を果たした。男子200mは準決勝で20秒28（-0.7）の大会記録を樹立すると、決勝は記録の更新こそならなかったものの20秒32（+1.0）で制して2冠を達成。男子4×400mリレーでは1走を務め、3分02秒50の大会記録を樹立しての優勝に貢献し、3冠を達成した。
8月に北京世界選手権に出場。100mは予選を9秒99（-0.3）で突破し、この種目では初出場ながら準決勝に進出したが、準決勝は10秒00（+0.9）の組3着（全体10位）に終わり、着順で決勝に進出できる2着とは0秒14差、全体のタイムで拾われるには0秒01届かず、オリンピックも含めカタール勢初となる100mファイナリストにはなれなかった。しかし、男子200mでは準決勝で自己ベストを0秒01更新する20秒05（-0.2）のカタール記録（当時）を樹立し、タイムで拾われて決勝に進出した。この種目における男子アジア勢のファイナリストは、2003年パリ大会で銅メダルを獲得した末續慎吾以来12年ぶり史上2人目、カタール勢としてはオリンピックも含め史上初の快挙だったが、決勝では準決勝よりもタイムを落とし20秒27（-0.1）の7位に終わった。
9月11日のダイヤモンドリーグ・メモリアルヴァンダム男子100mで9秒98（-0.4）をマークすると、男子200mでは19秒97（-0.4）のアジア記録を樹立。日本の末續慎吾が保持していた従来の記録（20秒03）を12年ぶりに更新した。

### 2016年
4月22日のトム・ジョーンズ記念（Tom Jones Memorial Invitational）男子100mで（当時）アジアタイ記録となる9秒91（+0.6）をマークした。

### 2017年
7月のアジア選手権に出場。100mでは10秒26（+0.7）の2位に終わり、ハサン・タフティアンに0秒01差で敗れて大会2連覇を逃した。200mでは20秒79（0.0）の3位で100mに続いて大会2連覇を逃し（1位と0秒13差）、無冠で大会を終えた。

## 家族
父親は元アマチュアボクシング選手。母親は元陸上競技選手。4人の兄弟と3人の姉を持つ。弟のトシンもカタール代表として競技する国際レベルのスプリンターで、100mでは10秒00、室内60mでは兄を上回る6秒50の自己ベストを持つ。

## 自己ベスト
（　）内の数字は風速（m/s）で、+は追い風、-は向かい風を意味する。
| 種目 | 記録                      | 年月日                     | 場所              | 備考                      |
| 屋外 | 屋外                      | 屋外                       | 屋外              | 屋外                      |
| ---- | ------------------------- | -------------------------- | ----------------- | ------------------------- |
| 100m | 9秒91 (+1.8) 9秒91 (+0.6) | 2015年6月4日 2016年4月22日 | 武漢 ゲインズビル | 元アジア記録              |
| 200m | 19秒97 (-0.4)             | 2015年9月11日              | ブリュッセル      | 元アジア記録              |
| 400m | 45秒12                    | 2010年11月22日             | 広州              |                           |
| 室内 |                           |                            |                   |                           |
| 60m  | 6秒51A                    | 2014年1月25日              | フラッグスタッフ  | 元室内アジア記録 高地記録 |
| 200m | 21秒36                    | 2010年2月4日               | リンツ            | 室内カタール記録          |
| 400m | 47秒15                    | 2010年2月13日              | ライプツィヒ      |                           |

## 主要大会成績
備考欄の記録は当時のもの
| 年   | 大会                      | 場所             | 種目    | 結果         | 記録            | 備考                                  |
| ---- | ------------------------- | ---------------- | ------- | ------------ | --------------- | ------------------------------------- |
| 2010 | アジア大会                | 広州             | 200m    | 優勝         | 20秒43 (+1.4)   |                                       |
| 2010 | アジア大会                | 広州             | 400m    | 優勝         | 45秒12          |                                       |
| 2011 | アジア選手権              | 神戸             | 200m    | 優勝         | 20秒41 (-0.4)   | 大会タイ記録                          |
| 2011 | 世界選手権                | 大邱             | 200m    | 準決勝1組3着 | 20秒58 (-1.0)   |                                       |
| 2011 | 世界選手権                | 大邱             | 400m    | 8位          | 45秒55          |                                       |
| 2014 | アジア室内選手権 (en)     | 杭州             | 60m     | 2位          | 6秒62           |                                       |
| 2014 | アジア室内選手権 (en)     | 杭州             | 400m    | 予選棄権     | DNS             |                                       |
| 2014 | 世界室内選手権            | ソポト           | 60m     | 3位          | 6秒52           |                                       |
| 2014 | コンチネンタルカップ (en) | マラケシュ       | 100m    | 3位          | 10秒04 (-0.1)   | アジア・太平洋代表 自己ベスト         |
| 2014 | コンチネンタルカップ (en) | マラケシュ       | 200m    | 3位          | 20秒17 (+0.2)   | アジア・太平洋代表                    |
| 2014 | アジア大会                | 仁川             | 100m    | 優勝         | 9秒93 (+0.4)    | アジア記録 アジア選手史上2人目の9秒台 |
| 2014 | アジア大会                | 仁川             | 200m    | 優勝         | 20秒14 (+0.3)   | 大会記録                              |
| 2015 | アジア選手権              | 武漢             | 100m    | 優勝         | 9秒91 (+1.8)    | アジア記録                            |
| 2015 | アジア選手権              | 武漢             | 200m    | 優勝         | 20秒32 (+1.0)   | 準決勝20秒28 (-0.7)：大会記録         |
| 2015 | アジア選手権              | 武漢             | 4x400mR | 優勝         | 3分02秒50 (1走) | 大会記録                              |
| 2015 | 世界選手権                | 北京             | 100m    | 準決勝2組3着 | 10秒00 (+0.9)   |                                       |
| 2015 | 世界選手権                | 北京             | 200m    | 7位          | 20秒27 (-0.1)   | 準決勝20秒05 (-0.2)：カタール記録     |
| 2016 | オリンピック              | リオデジャネイロ | 100m    | 予選1組5着   | 10秒28 (-1.2)   |                                       |
| 2016 | オリンピック              | リオデジャネイロ | 200m    | 予選1組4着   | 20秒36 (+0.7)   |                                       |
| 2017 | イスラム諸国連帯大会 (en) | バクー           | 100m    | 7位          | 11秒46 (+0.6)   |                                       |
| 2017 | アジア選手権              | ブバネーシュワル | 100m    | 2位          | 10秒26 (+0.7)   |                                       |
| 2017 | アジア選手権              | ブバネーシュワル | 200m    | 3位          | 20秒79 (0.0)    |                                       |
| 2019 | アジア選手権              | ドーハ           | 200m    | 決勝棄権     | DNF             |                                       |

### ダイヤモンドリーグ
ダイヤモンドリーグの総合成績を記載。獲得ポイント欄の（　）内は出場したポイント対象レースの数を意味する。
| 年   | 種目 | 総合順位 | 獲得ポイント |
| ---- | ---- | -------- | ------------ |
| 2015 | 100m | 4位      | 4 (1レース)  |

優勝したダイヤモンドリーグの大会を記載（個人種目のみ）
| 年   | 大会                 | 場所         | 種目 | 記録          | 備考                                         |
| ---- | -------------------- | ------------ | ---- | ------------- | -------------------------------------------- |
| 2015 | メモリアルヴァンダム | ブリュッセル | 200m | 19秒97 (-0.4) | 自己ベスト (初の19秒台) ポイント対象外レース |